# Töpperschloss

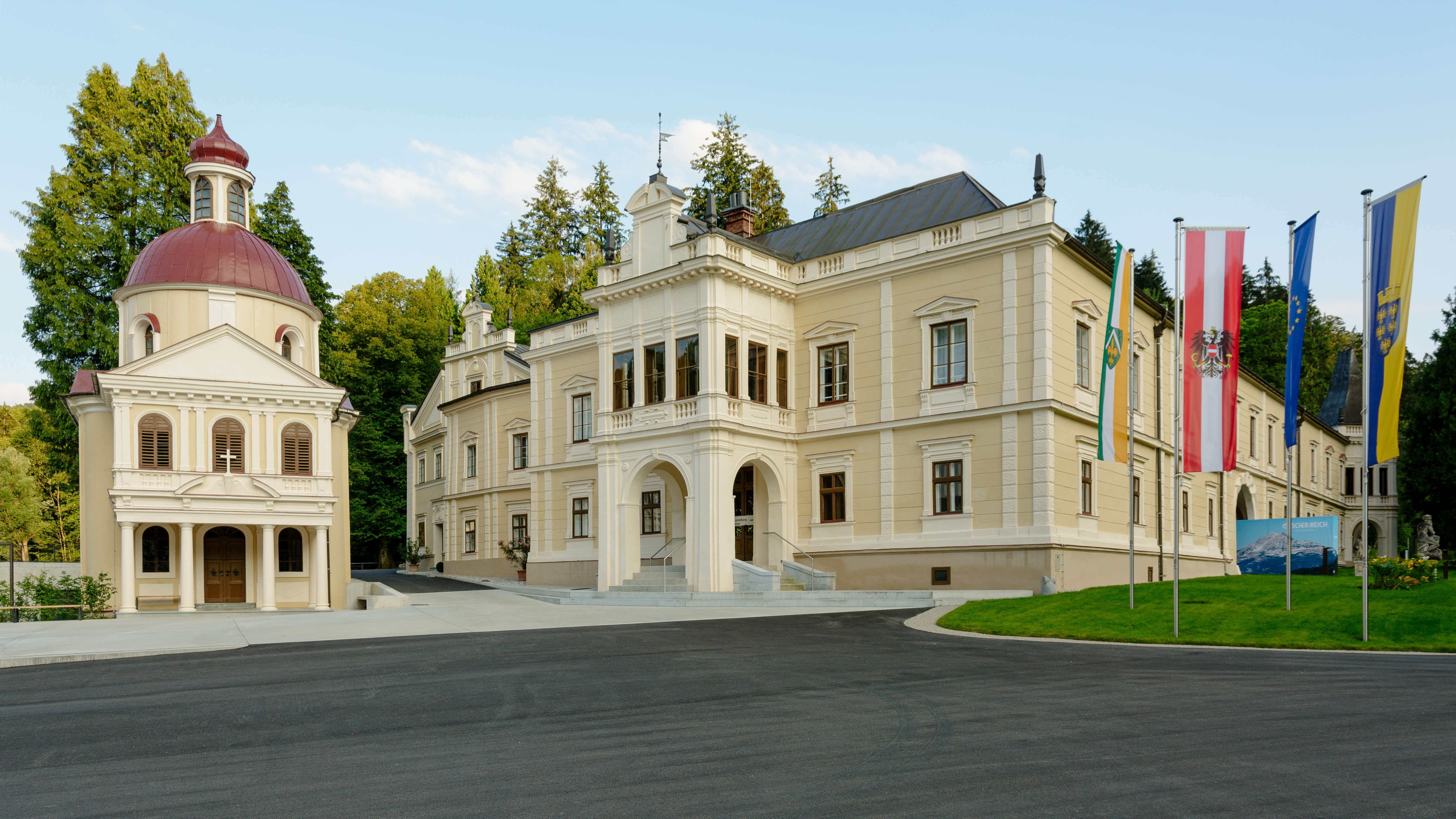
Töpperschloss mit Kapelle

Das Töpperschloss, auch Schloss Neubruck genannt, ist ein Schloss, das ursprünglich vom Industriellen Andreas Töpper als Herrenhaus auf dessen Fabriksgelände in Neubruck bei Scheibbs im Biedermeierstil errichtet und später von Eduard Musil, Edler von Mollenbruck im Stil der Neorenaissance zum Schloss erweitert wurde. Es bildete mit Fabrik, Kapelle, Traiteurhaus, Wehr und Park ein Ensemble und liegt am Zusammenfluss von Erlauf und Jeßnitz südlich des Stadtzentrums der Stadtgemeinde Scheibbs im Bezirk Scheibbs in Niederösterreich.

## Geschichte

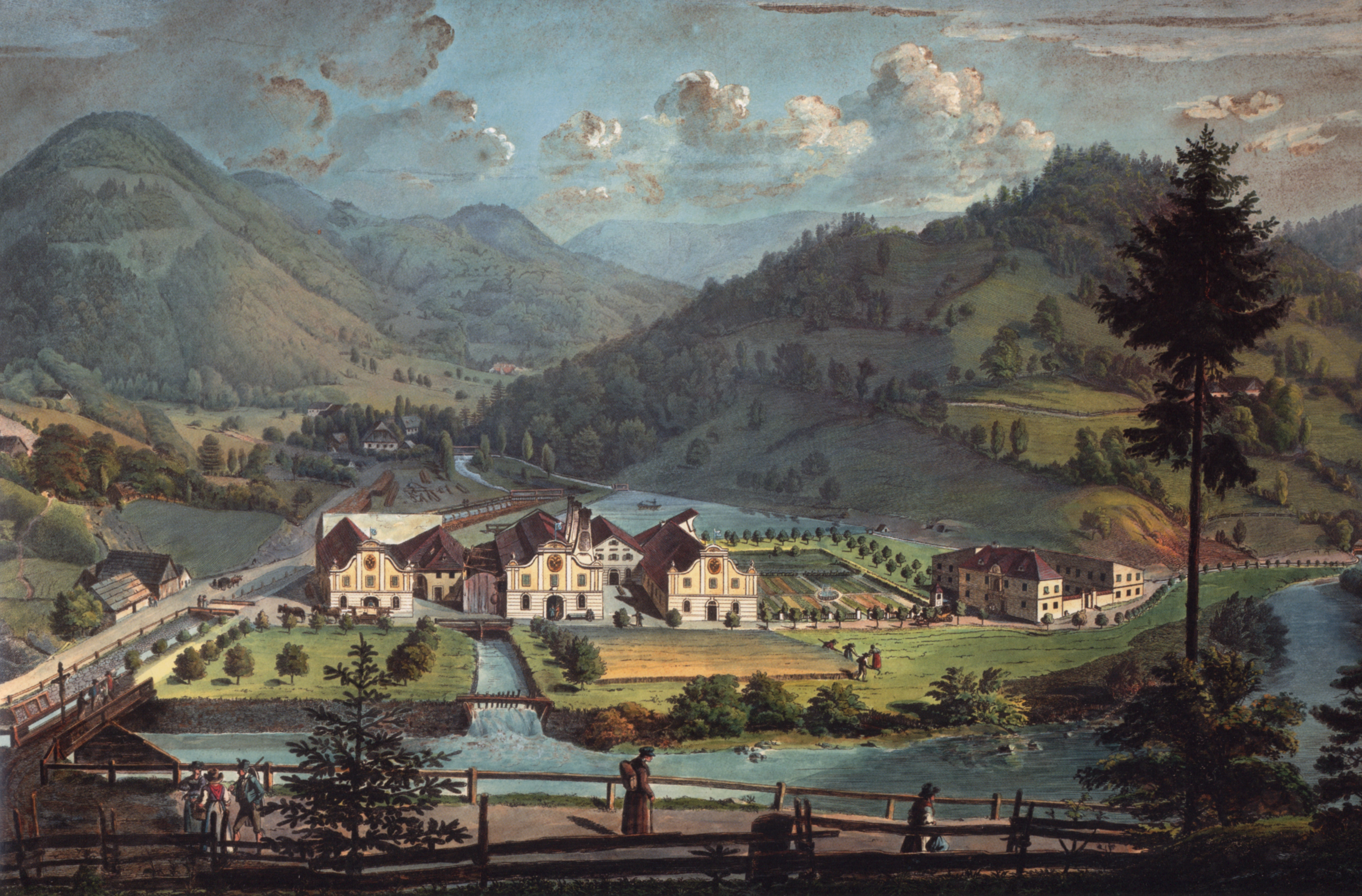
Töpperfabrik 1827 von Franz Barbarini

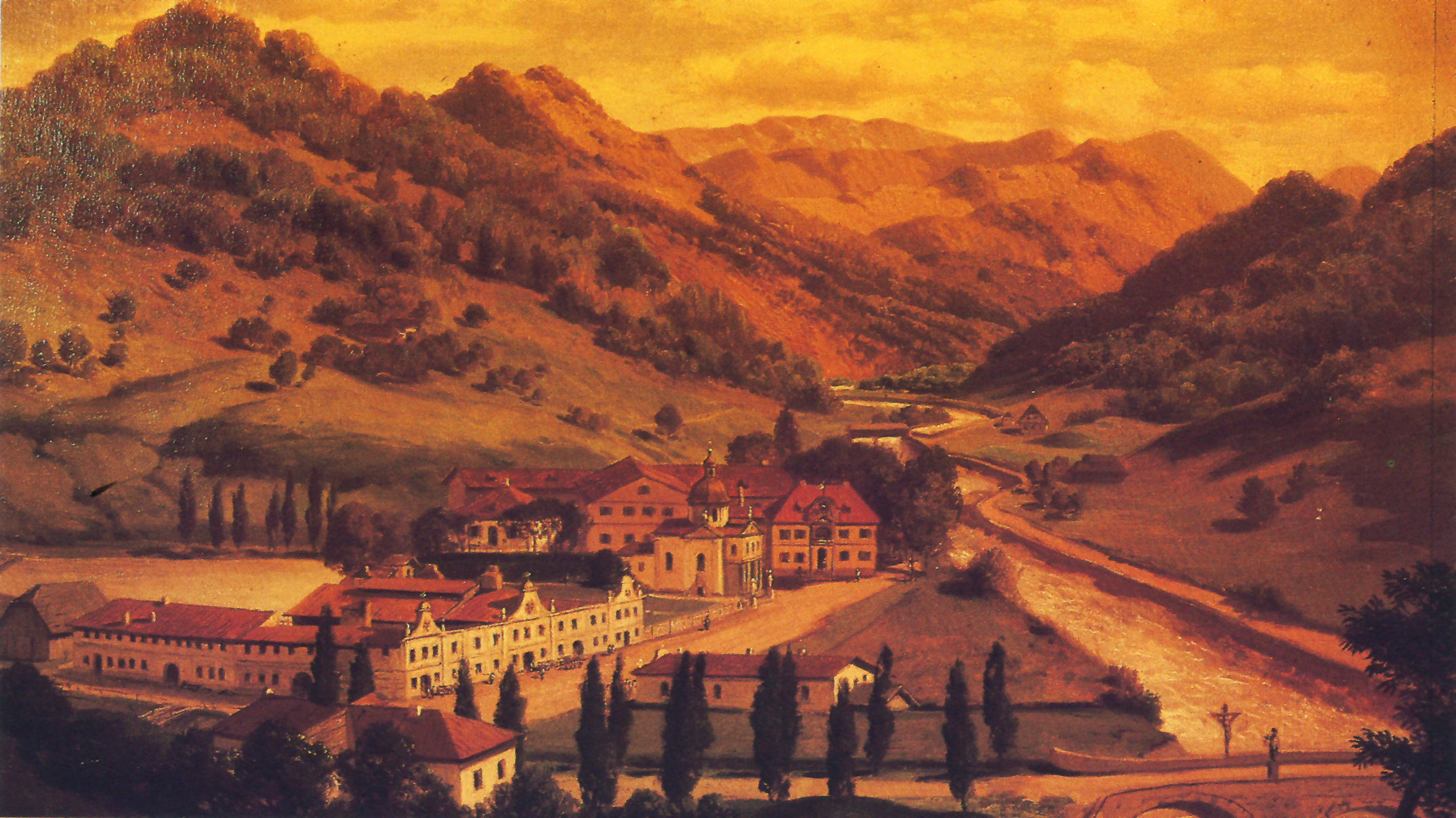
Traiteurhaus, Fabrik, Kapelle, Herrenhaus vor dem Umbau zum Schloss, Wehr. Vorne rechts die neue Brücke, die dem Ort Neubruck den Namen gab

Um 1817 verlegte Andreas Töpper das Zentrum seiner damals noch bescheidenen Tätigkeit von der Steiermark nach Niederösterreich. Er erwarb ein stillgelegtes Hammerwerk an der Mündung des Jeßnitzbaches in die Große Erlauf. An seiner Stelle errichtete er ein Blechwalzwerk, das 1838 das größte Eisenwalzwerk Österreichs war und zu den modernsten seiner Art in Europa zählte. Aus der Werksiedlung entstand der Ort Neubruck. Er ist nach der von Töpper 1830 errichteten neuen Brücke über die Erlauf benannt.

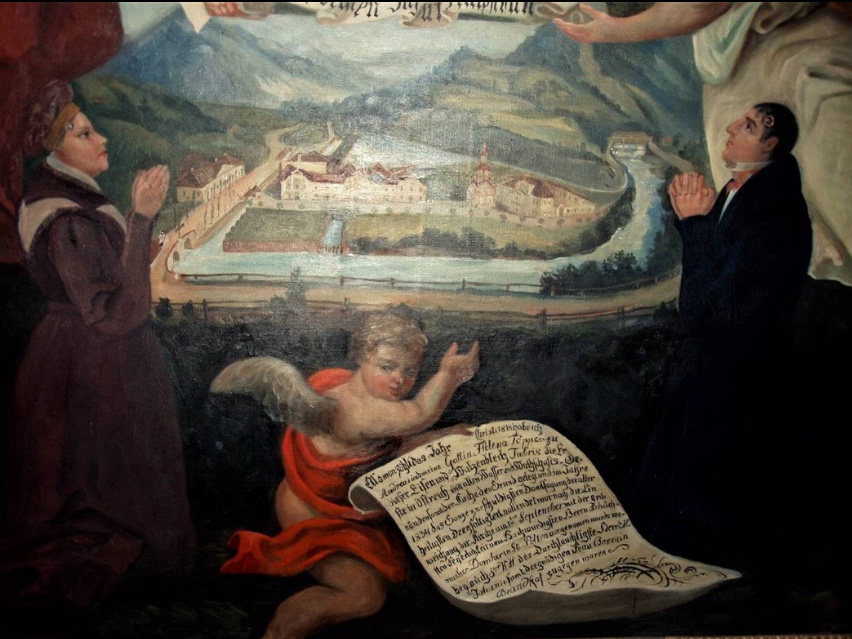
Gründerbild Andreas und Helene Töpper

Bereits um 1825 hatte er das alte Hammerherrenhaus im Biedermeierstil repräsentativ ausbauen lassen. Gleichzeitig wurde ein Park angelegt und mit seltenen Baumarten bestückt. Zwischen 1831 und 1834 ließ Töpper unmittelbar neben seinem Ansitz die stattliche Andreaskapelle erbauen. Bei ihrer Weihe war auch Erzherzog Johann anwesend. Sie war als künftige Grabstätte für Töpper und seine Familie gedacht.
Andreas Töpper starb 1872. Seine Witwe heiratete den Werkmeister Adolf Horst. 1881 erwarb der Industrielle Eduard Musil, Edler von Mollenbruck, den bereits stark abgewirtschafteten Betrieb. Er richtete in den Werkshallen eine Fabrikation von Spezialpapieren ein. Aus Repräsentationsüberlegungen ließ er den Ansitz bis 1885 mit großem Aufwand zum Schloss umbauen. 1907 verkaufte er Fabrik und Schloss an Fritz Hamburger, der aber beides bereits 1915 an Paul Ritter von Schoeller veräußerte.

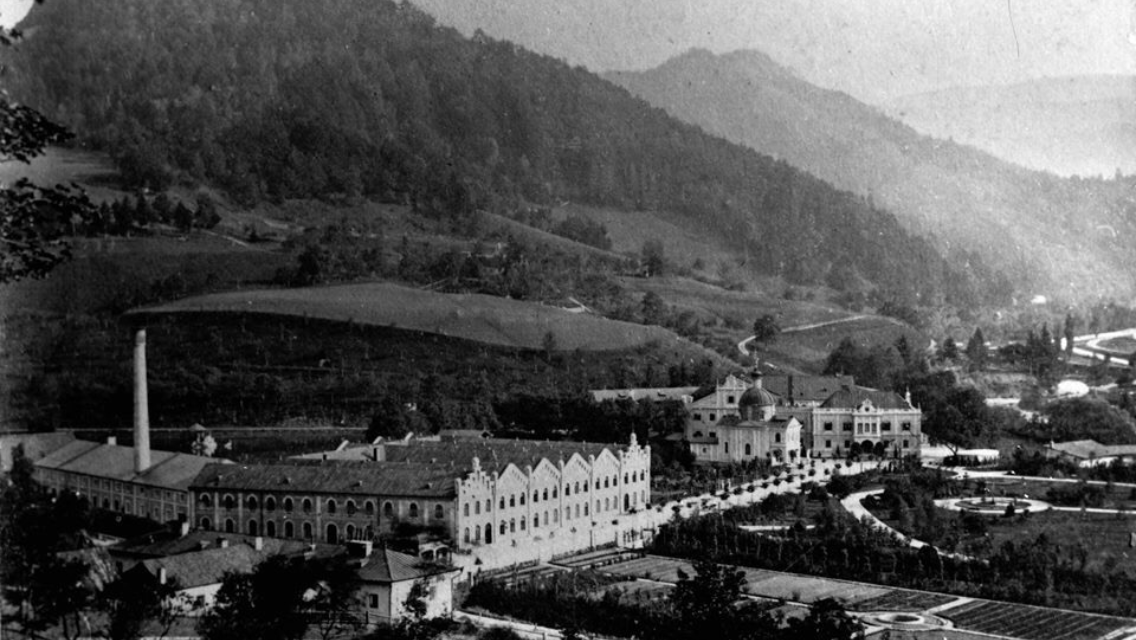
Töpperareal nach Umbau durch Musil

Wie in vielen niederösterreichischen Schlössern richteten russische Besatzungstruppen nach Ende des Zweiten Weltkrieges auch hier schwere Schäden an. Als die Fabrik 1949 durch einen Brand teilweise zerstört wurde, verkaufte ihn die Familie Schoeller an Josef und Erika Greinert. Das Ehepaar bewohnte das Schloss, kam aber 1955 bei einem Verkehrsunfall in Italien ums Leben. Ihre Erben versuchten mit der neu gegründeten Neubrucker Papierfabrik GmbH & Co einen Neustart, doch kam es 1983 zum Konkurs. Auch der Nachfolger Alois Sonnberger hatte wenig wirtschaftlichen Erfolg. Die Produktion wurde eingestellt. Im Rahmen der Niederösterreichischen Landesausstellung 2015 wurde das Schloss komplett renoviert und einer neuen Nutzung zugeführt.

## Anlage
Fabrik, Schloss, Kapelle und Park bilden ein Ensemble, das als Produktionsstätte, Lebensraum und Grabstätte konzipiert war. Das Schloss ist eine historistisch gestaltete Vierflügelanlage, die einen rechteckigen Innenhof umschließt. Das Herrenhaus Töppers ist noch im Kern des nordwestlichen Traktes erhalten. Die Nordfront ist als pilastergegliederte Neorenaissancefassade gestaltet.
Das Schloss hat zweiundfünfzig Räume. Der schönste Raum des Schlosses ist wohl der unter Eduard Musil eingerichtete Speisesaal im Erdgeschoß. Seine Wände sind vertäfelt und mit großen Delfter Bilderfliesen geschmückt. Neben dem großen Kamin stehen zwei weibliche mythologische Figuren. Das darüber angebrachte Porträt stellt vermutlich Eduard Musil von Mollenbruck dar. Eine repräsentative zweiläufige Holztreppe führt in das Obergeschoß. Im ehemaligen Billardzimmer steht ein hoher Prunkkachelofen aus der Zeit des Historismus. Besonders prächtig ist die ebenfalls für diese Epoche typische Kassettendecke der einstigen Bibliothek. Wie die meisten der Räume ist auch der Türkensaal sehr aufwändig vertäfelt und mit einer Kassettendecke ausgestattet. An seinen Wänden hängen große gobelinartige Stofftapeten. Der von kannelierten Säulen flankierte Spiegel über dem Kamin reicht bis zur Decke.
Während sich die wandfeste Ausstattung sehr gut erhalten hat, ist die ursprüngliche bewegliche Einrichtung in den letzten Jahrzehnten weitgehend verloren gegangen. An den Gründer des Schlosses und seine Gattin erinnert noch ein Gemälde, das von den Russen als Zielscheibe für Schießübungen verwendet wurde.
An das Schloss schließt ein englischer Garten an, der durch mehrere Parkbauten und etliche Statuen bereichert wird.

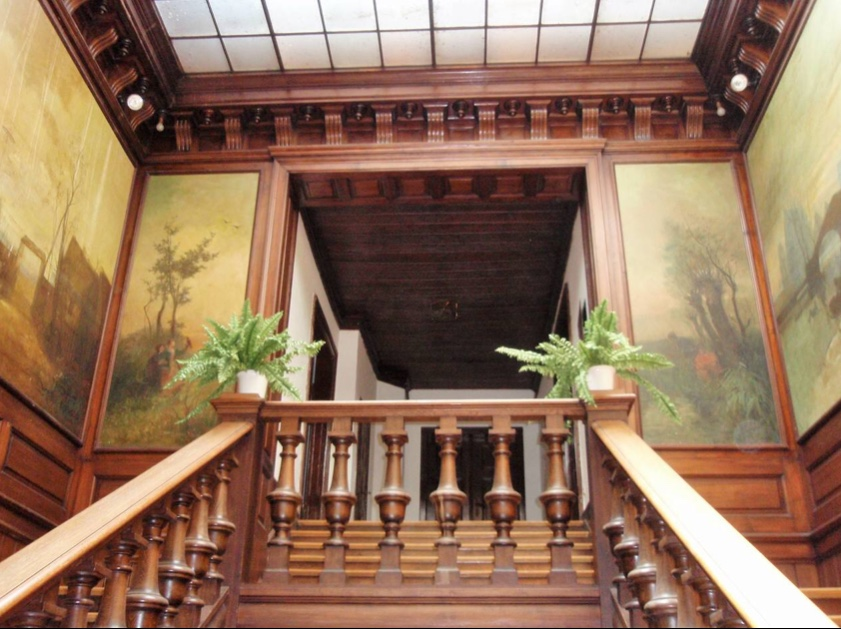
Stiegenaufgang im Töpperschloss
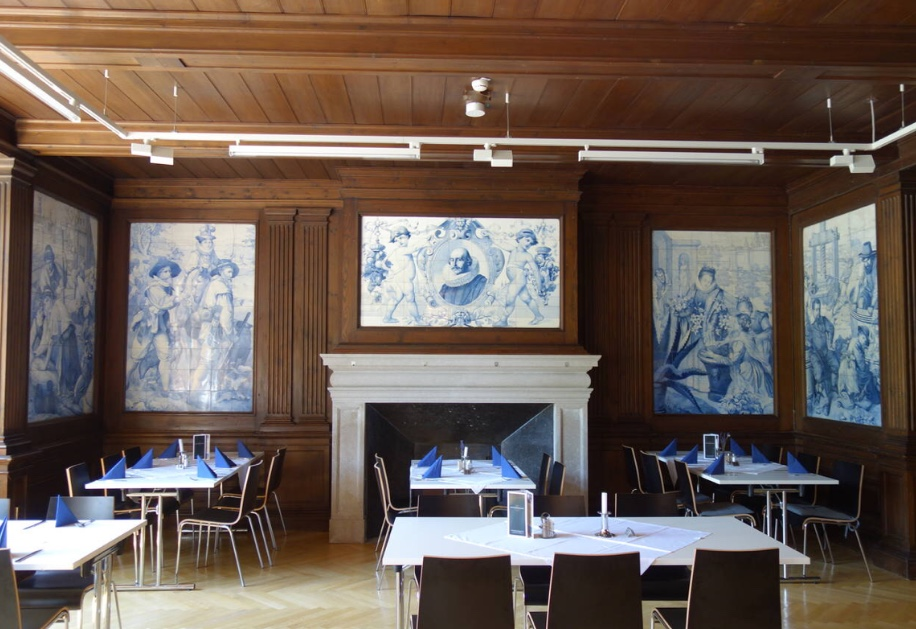
Töpperschloss Speisesaal
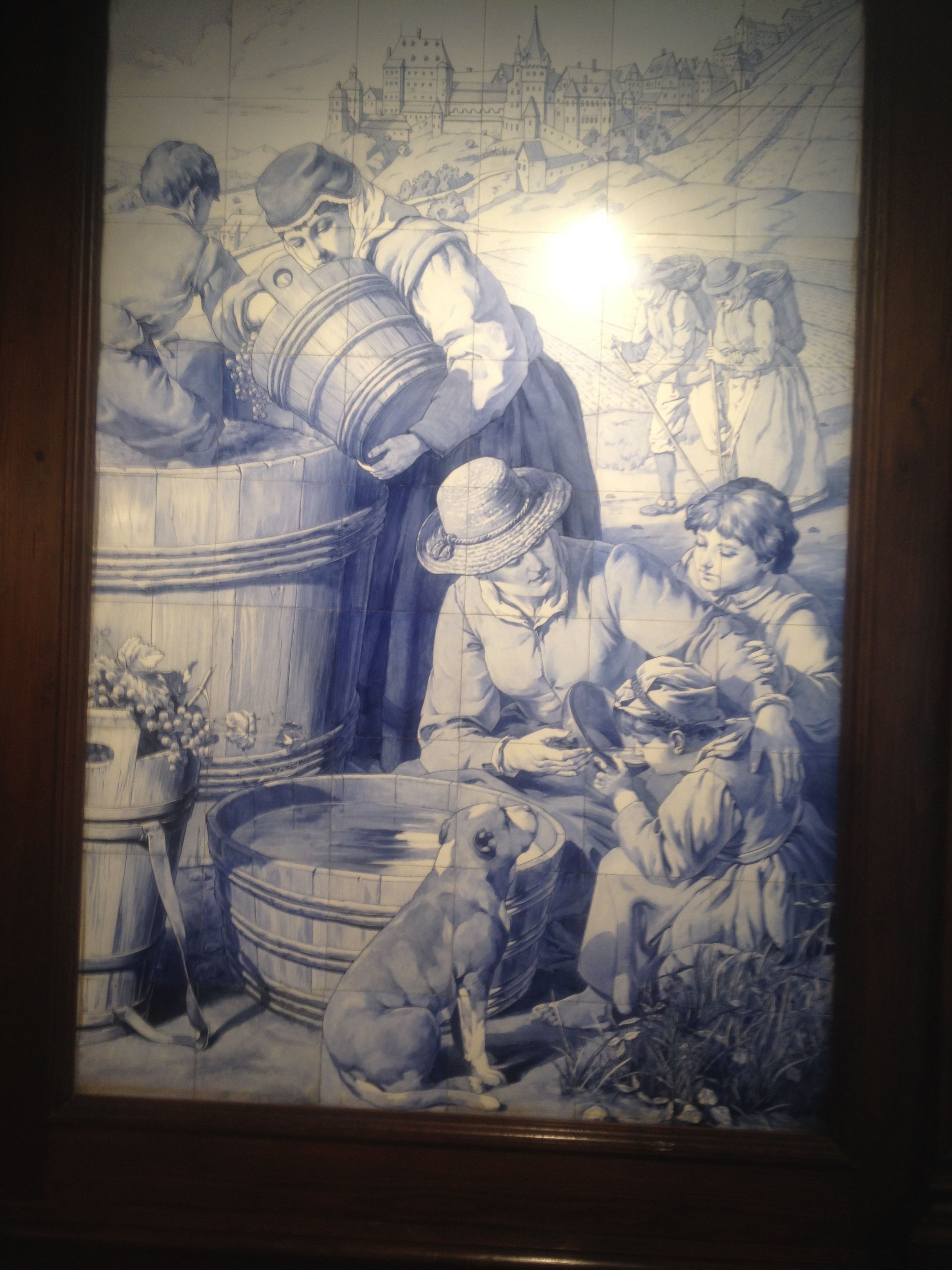
Azulejos aus Delft im ehemaligen Speisesaal
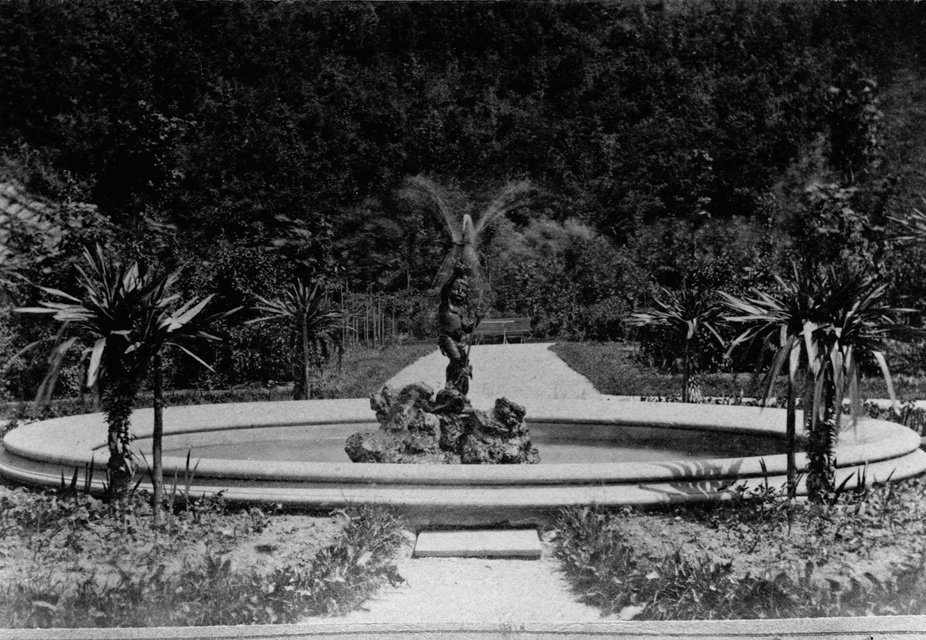
Töppergarten

## Kapelle

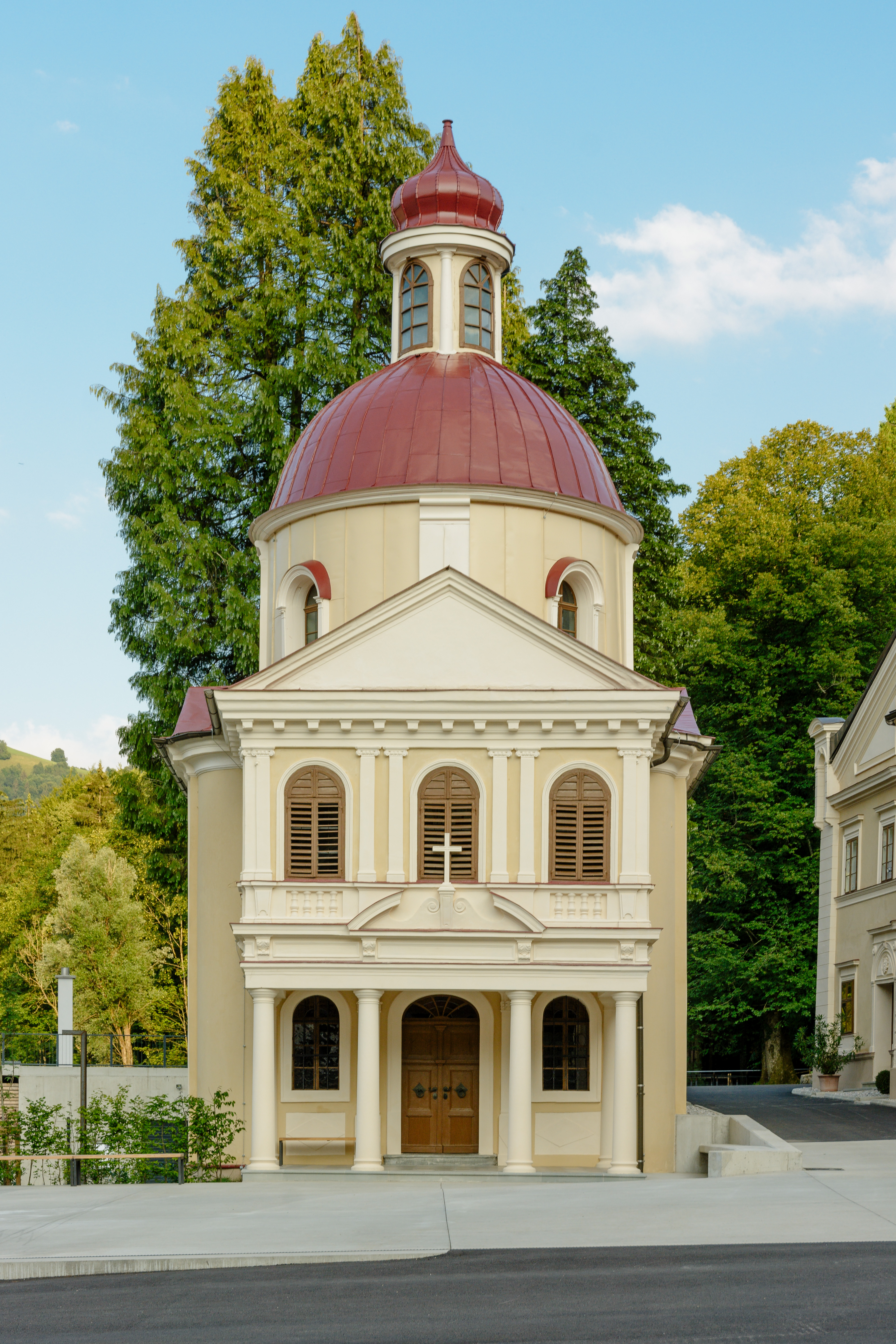
Töpperkapelle

Töpper war bestrebt, für seine Arbeiter und Familie eine eigene Pfarre in Neubruck einzurichten, da der Kirchweg nach Scheibbs gut eine Wegstunde weit war. Diese Bemühungen blieben aber ohne Erfolg. Also erbaute der Werksherr 1831 gegenüber dem Herrenhaus eine Kapelle, groß genug für die gesamte junge Siedlung Neubruck. Am 1. September 1834 wurde die Kapelle zu Ehren des Hl. Andreas und der Hl. Helene, den Namenspatronen des Industriellen-Ehepaares, in Anwesenheit von Erzherzog Johann eingeweiht. Erst zehn Jahre später, 1844, erhielt Töpper die Berechtigung Messen abzuhalten.
Die Neorokoko-Kapelle ist ein hoher kreuzförmiger Kuppelbau mit einem Säulenportikus. Die Kuppel hat eine Laterne mit Kreuz und ist mit Fresken geschmückt, das Kuppelfresko stellt die Anbetung des Jesuskindes durch die Heiligen Drei Könige dar. Die Seitenwände werden durch illusionistische Bronzerelieflünetten und Statuen gegliedert. Der Altar mit einem Gemälde des Hl. Andreas war mit goldenem Schnitzwerk verziert. Dieses Altarbild wurde während der Fastenzeit durch das Bild Kreuzigungsgruppe ausgetauscht. Beide Bilder wurden Jahre vor der Renovierung 2015 abgenommen und im Schloss verwahrt, um sie vor Beschädigungen zu schützen. Der Neorokokoluster besteht aus Holz und Papiermaché, die Orgel schuf Joseph Gatto d. J. im Jahr 1834.
| Manual C–d3    |       |
| Gamba Prillant | 8′    |
| Copel          | 8′    |
| Principal      | 4′    |
| Flöte          | 4′    |
| Octav          | 2′    |
| Mixtur II      | 1 ⁄3′ |

| Pedal C–a0 |     |
| Subbass    | 16′ |
| Octavbass  | 8′  |

Vor der Kapelle standen große Statuen des Hl. Andreas und der Hl. Helene und auf dem Gesimse befanden sich lebensgroße steinerne Figuren der Heiligen Michael, Georg, Florian, Sebastian und Nikolaus.
Der Bau einer Gruft unterhalb der Kapelle, die als Grablege für das Fabrikantenpaar dienen sollte, wurde 1850 genehmigt. Dort wurde das Paar auch nach deren Tod beerdigt. 1882 wurden die beiden Sarkophage mit den Liegestatuen des Andreas und der Helena Töpper aus der Gruft in das Familien-Mausoleum am alten Friedhof von Scheibbs übertragen. Die Witwe und ehemalige zweite Frau Töppers, Amalia Horst, und ihr zweiter Mann hatten die Fabrik heruntergewirtschaftet und mussten verkaufen. Der neue Eigentümer, Eduard Musil, Edler von Mollenbruck, hatte beim Kauf die Übertragung der Sarkophage Töppers nach Scheibbs zur Kaufbedingung gemacht. Am alten Scheibbser Friedhof, dem heutigen Töpperpark, wurde eine neue neugotische Kapelle als Familien-Mausoleum errichtet und alle Familiensärge dorthin übertragen. In späterer Zeit diente die Gruft in Neubruck als Weinlager.

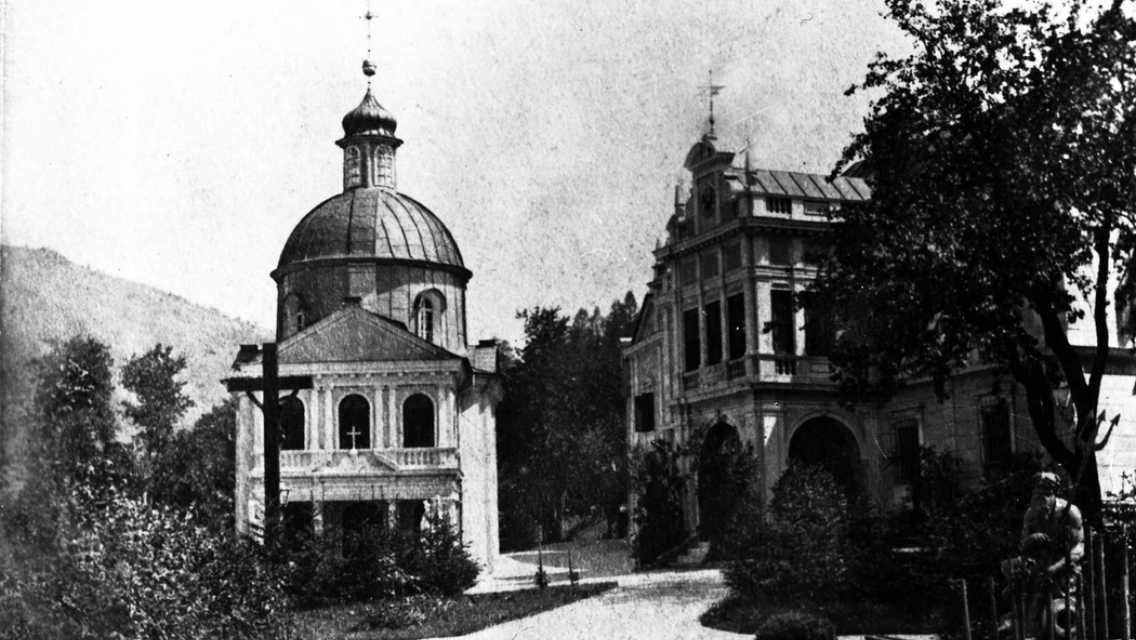
Töpperschloss und Kapelle
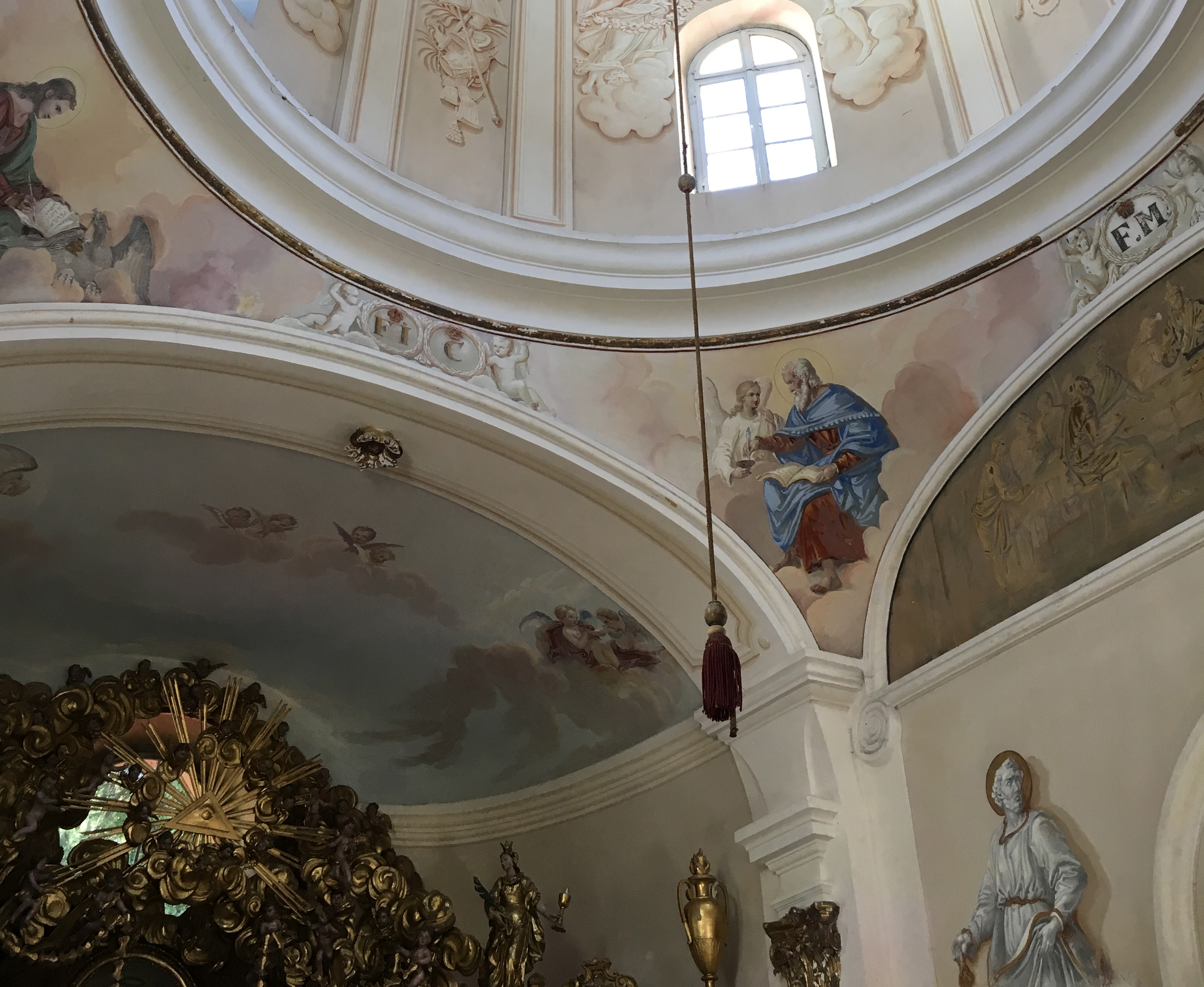
Fresken in der Töpperkapelle, links der Hochaltar, oben die Kuppel
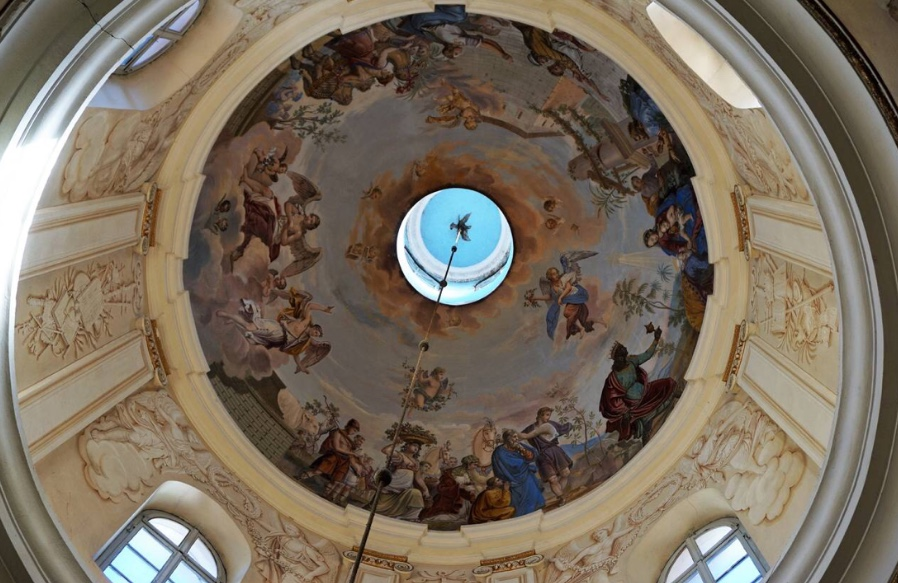
Töpperkapelle Kuppelfresko
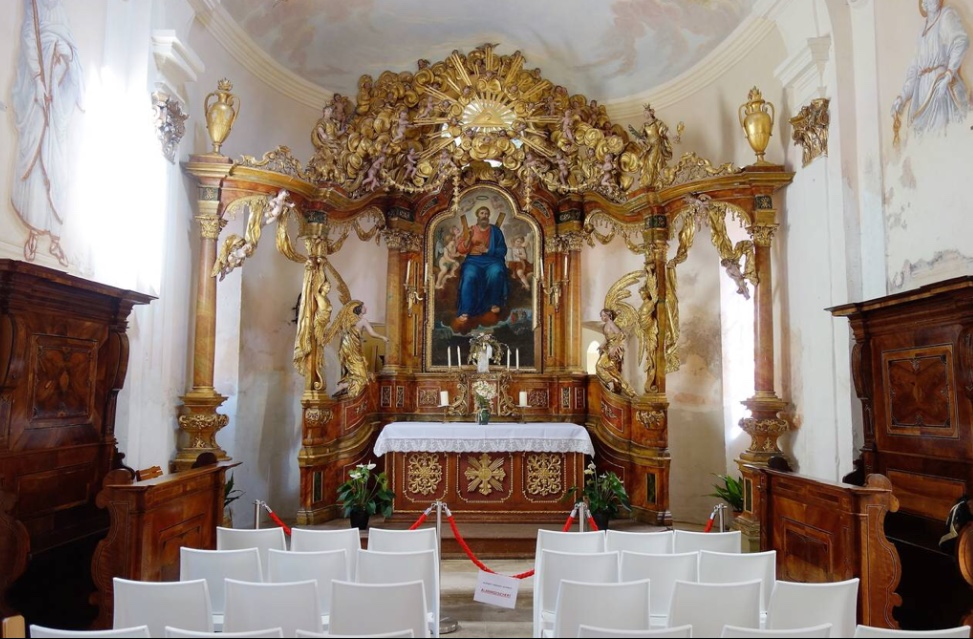
Töpperkapelle Hochaltar